# Lescuraea williamsii
Lescuraea williamsii là một loài Rêu trong họ Leskeaceae. Loài này được (Best) P.S. Wilson & D.H. Norris ex Crosby & Magill mô tả khoa học đầu tiên năm 1989.